# Leon Ulbricht
Leon Ulbricht (* 1. November 2004) ist ein deutscher Snowboarder. Er startet in der Disziplin Snowboardcross.

## Werdegang
Ulbricht, der für den SC Rotteln startet, nahm im Februar 2020 in Grasgehren erstmals am Europacup teil, wobei er den 48. Platz errang. Bei den Juniorenweltmeisterschaften im folgenden Jahr in Krasnojarsk fuhr er auf den 26. Platz. In der Saison 2021/22 kam er im Europacup mit vier Top-Zehn-Platzierungen, darunter je einen ersten und dritten Platz auf den vierten Platz in der Snowboardcross-Wertung und gewann bei den Juniorenweltmeisterschaften 2022 in Veysonnaz die Goldmedaille. In der Saison 2022/23 belegte er bei den Juniorenweltmeisterschaften 2023 in Passo San Pellegrino den achten Platz und bei den Weltmeisterschaften 2023 in Bakuriani den neunten Rang. Nach fünf Platzierungen im Mittelfeld zu Beginn der Saison 2023/24, holte er im März 2024 in der Sierra Nevada seinen ersten Weltcupsieg. Dies war zugleich seine erste Top-Zehn-Platzierung im Weltcup. Beim letzten Weltcup der Saison in Mont Sainte-Anne fuhr er auf den siebten Platz und kam tags darauf beim abschließenden Weltcuplauf mit dem dritten Platz erneut aufs Podest. Die Saison beendete er auf dem 11. Platz im Snowboardcross-Weltcup.

## Erfolge

### Snowboard-Weltmeisterschaften
- 2023 Bakuriani: 9. Platz Snowboardcross
- 2025 Engadin: 21. Platz Snowboardcross

### Weltcupsiege und Weltcup-Gesamtplatzierungen

#### Weltcupsiege
| Nr. | Datum        | Ort           |
| --- | ------------ | ------------- |
| 1.  | 2. März 2024 | Sierra Nevada |
| 2.  | 1. März 2025 | Erzurum       |

#### Weltcup-Gesamtplatzierungen
| Saison  | Platz | Punkte |
| ------- | ----- | ------ |
| 2022/23 | 34.   | 50     |
| 2023/24 | 11.   | 289    |
| 2024/25 | 8.    | 297    |

### Europacup
- Saison 2021/22: 4. Platz Snowboardcross-Wertung
- 10 Platzierungen unter den besten zehn, davon 2 Siege:

### Juniorenweltmeisterschaften
- 2021 Krasnojarsk: 26. Snowboardcross
- 2022 Veysonnaz: 1. Snowboardcross
- 2023 Passo San Pellegrino: 8. Snowboardcross
- 2024 Gudauri: 1. Snowboardcross